# مواجهه درمانی
درمان نِگیزشی یا نِگیز درمانی (به انگلیسی: Exposure Therapy) که در متون قدیمی روانشاسی بالینی مواجهه درمانی نیز نامیده می‌شد، تکنیکی در رفتاردرمانی برای درمان اختلالات اضطرابی است. اساس این رویکرد را مواجهه درمانجو با منبع اضطراب یا زمینه آن تشکیل می‌دهد.

## پیشگامان
در میانه‌های سدهٔ بیستم میلادی آیون کایو و ویلیام وُلپ به توسعهٔ تکنیک‌ها و فندهای نِگیزشی که اسکینر و واتسون پایه‌گذار آنها بودند، پرداختند و با گردآوری و سامان بخشی به آنها، آوازهٔ مواجهه درمانی را به گوش رواندرمانگران رساندند. از دیگر روانشناسان مطرح در مواجهه درمانی می‌توان به خانم ادنا فوا روان‌شناس آمریکایی اسرائیلی اشاره کرد. که دسته‌بندی جامعی از فندهای مختلف در مواجهه درمانی ارایه کرد.
آلن دیمن، دیگر روان‌شناس برجسته ای است که پژوهش‌های او در گسترش کاربرد مواجهه به دیگر آشفتاری‌های آسیمگی و PTSD بسیار راهگشا بود.

## روند درمان
مواجهه درمانی شامل چند مرحلهٔ اصلی است:
۱- شناسایی ترس‌ها
در این مرحله از درمانجو خواسته می‌شود ترس‌های خود را شناسایی کند.
۲- رتبه‌بندی ترس‌ها
در این مرحله از درمانجو خواسته می‌شود ترس‌های خود را اولویت بندی کند.
۳- مواجهه
در این مرحله درمانجو با ترس‌هایش به صورت تدریجی مواجهه می‌شود. در این مرحله بسته به دیدگاه درمانگر از فندهای گوناگون برای مواجهه درمانجو با ترس‌هایش استفاده می‌شود.
۴- مدیریت واکنش
در این مرحله سعی می‌شود واکنش درمانجو به مواجهه مدیریت شود. این کار با تنظیم سرعت و شدت و روش مواجهه و تکالیف درمانجو یا با بالا برد سطح مهارت‌های درمان جود انجام می‌شود.
۵- تکرار چرخه و بازتهمانی
این چرخه برای یکایک شرایط معمولاً به ترتیب اولویت آنها اجرا می‌شود و پاسخ‌های مناسب از نظر بهداشت روان، به تدریج با فرایند بازتهمانی در مراجع نهادینه می‌شوند.

## کاربرد
موارد زیر از کاربردهای مواجهه درمانی است:
- آشفتاری آسیمگی[۸]
- آشفتاری وسواس[۹]
- آشفتاری هراس[۱۰]
- آشفتاری هاس[۱۱]
- آشفتاری تنیدگی پس از رویداد[۱۲][۱۳][۱۴]
- آشفتاری آسیمگی فراگیر
- آشفتاری‌های خوردن[۱۵]